# 바바 다쿠미
바바 다쿠미(일본어: 馬場 琢未, 1999년 7월 17일~)는 일본의 축구 선수이다.

## 구단 경력
그는 2022년 J3리그의 가이나레 돗토리에 입단했다. 2024년 일본 지역 리그의 FC 가리야로 이적했다.